# Sörmyren-Hynsåns naturreservat
Sörmyren-Hynsåns naturreservat är ett naturreservat i Falu kommun i Dalarnas län.
Området är naturskyddat sedan 2020 och är 217 hektar stort. Reservatet omfattar myren Sörmyren söder om sjön Svarten och bäckfåran för Hynsån. Reservatet består våtmark, barrsumpskog och lite lövblandad barrskog.